# Chökyi Gyaltsen Pälsang
Chökyi Gyaltsen Pälsang, ook wel Geleg Pälsang, was een Tibetaans tulku. Hij was de vijfde tai situ, een van de invloedrijkste geestelijk leiders van de karma kagyütraditie in het Tibetaans boeddhisme en van de kagyütraditie in het algemeen. Als jaar van geboorte worden zowel 1560 als 1586 genoemd.
Chökyi Gyaltsen Pälsang werd herkend door de 9e karmapa, Wangchuk Dorje, waarvan hij alle leringen van de incarnatielijn ontving.
De 9e karmapa gaf de 5e taï situ een rode Vajra-hoofdtooi, die de Zwarte Kroon weerspiegelde en de onafscheidelijkheid van de karmapa en de taï situ symboliseerde. Sinds deze periode heeft de taï situ zogenaamde rode kroon-ceremonies uitgevoerd die vergelijkbaar zijn met de zwarte kroon-ceremonies van karmapa's.
De Taï situ ontving eretitels van de keizer van China Chongzhen. Een belangrijke activiteit van Chökyi Gyaltsen Pälsang was de renovatie van het Karma Gön klooster, hij liet een nieuwe gebedshal bouwen en deze decoreren met beelden en schilderijen.
In 1638 was Gushri Khan, leider van de Khoshut-Mongolen, Centraal-Tibet binnengevallen. In 1642 doodde hij de koning van Tsang, Tenkyong Wangpo, en dwong de 10e karmapa Chöying Dorje Tibet te ontvluchten naar Jang Sadam, het huidige Lijiang in Yunnan. Chökyi Gyaltsen Pälsang bood hem aan om zijn eigen dood te veroorzaken om vervolgens te reïncarneren als prins van de nieuwe Qing-dynastie, en daarna een Chinese invasie in Tibet te organiseren om de karma-kagyu-macht te herstellen. De 10e karmapa verwierp het voorstel van de 5e taï situ, omdat hij zich niet kon verenigen met het toepassen van geweld.
In Lijiang werd Chökyi Gyaltsen Pälsang door de koning uitgenodigd om daar onderricht te verzorgen. Als jaar van overlijden worden zowel 1632 als 1657 genoemd.